# Jaroslav Jílek
Jaroslav Jílek (ur. 22 października 1989) – czeski lekkoatleta specjalizujący się w rzucie oszczepem.
W 2007 był finalistą mistrzostw Europy juniorów, a w 2016 seniorskich mistrzostw kontynentu. Bez powodzenia startował w mistrzostwach świata w Londynie (2017) oraz mistrzostwach Europy w Berlinie (2018). 
Medalista mistrzostw Czech i reprezentant kraju w meczach międzypaństwowych. 
Rekord życiowy: 83,19 (8 maja 2016, Kawasaki).

## Osiągnięcia
| Rok  | Impreza                     | Miejsce   | Pozycja           | Wynik |
| ---- | --------------------------- | --------- | ----------------- | ----- |
| 2007 | Mistrzostwa Europy juniorów | Hengelo   | 11. miejsce       | 64,51 |
| 2016 | Mistrzostwa Europy          | Amsterdam | 10. miejsce       | 76,92 |
| 2017 | Mistrzostwa świata          | Londyn    | el. – 16. miejsce | 80,97 |
| 2018 | Mistrzostwa Europy          | Berlin    | el. – 19. miejsce | 75,83 |
| 2024 | Mistrzostwa Europy          | Rzym      | el. –             | NM    |